# Billy Backus
Pour les articles homonymes, voir Backus.
Billy Backus est un boxeur américain né le 5 mars 1943 à Canastota, État de New York.

## Carrière
Passé professionnel en 1961, il devient champion du monde des poids welters le 3 décembre 1970 après sa victoire surprise par KO au 4e round face à José Nápoles mais perd le combat revanche organisé le 4 juin 1971. Backus obtient un nouveau combat de championnat du monde WBA en 1978 contre Pipino Cuevas. Il s'incline dès le 2e round et mettra finalement un terme à sa carrière l'année suivante sur un bilan de 49 victoires, 21 défaites et 5 matchs nuls.